# Birgit Nilssons allé

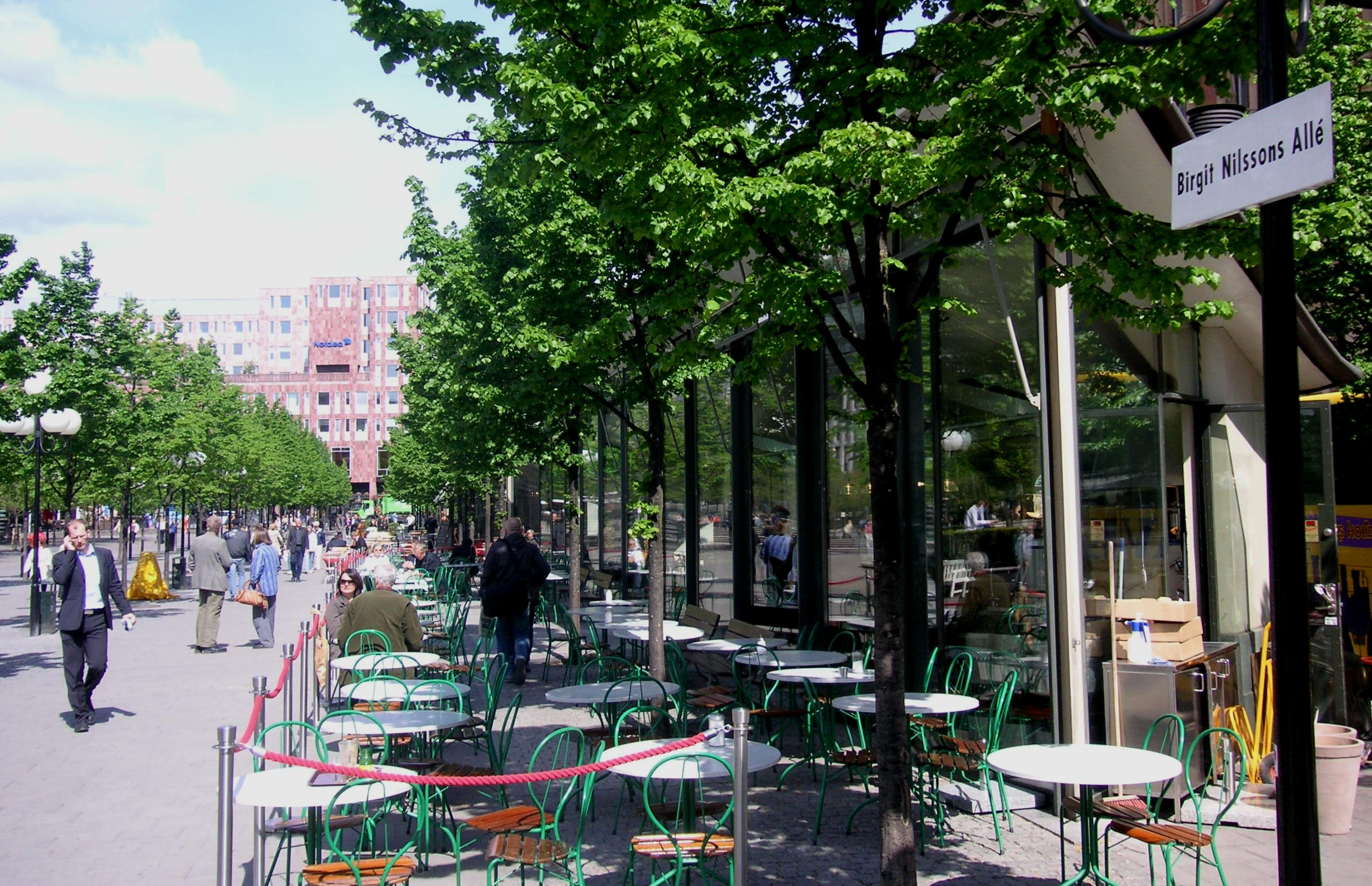
Birgit Nilssons allé, maj 2008.

Birgit Nilsson allé är ett promenadstråk i Kungsträdgården i stadsdelen Norrmalm i Stockholm. Allén sträcker sig mellan östra sidan av Kungsträdgården och Kungsträdgårdsgatan från Karl XII:s torg i söder till Hamngatan i norr.
År 2006 lämnade namnberedningen ett förslag till namnet Birgit Nilssons allé för allmän plats inom stadsdelen Norrmalm. Stadsbyggnadsnämnden beslutade den 23 februari 2006 att godkänna förslaget. Namnberedningens förslag innebar att den östra lindallén i Kungsträdgården namnges efter operasångerskan Birgit Nilsson. Den 8 maj 2007 öppnades allén med ett invigningsprogram på stora scenen.
Parallellt finns i Kungsträdgårdens västra lindallé också Jussi Björlings allé, vilket innebär att det skapades ett namnpar med anknytning till Kungliga Operan som finns i närheten.